# Vincenzo Serpico
Vincenzo Serpico (Castellammare di Stabia, 21 giugno 1991) è un canottiere italiano.

## Palmarès
- Campionati Italiani di canottaggio: 26 partecipazioni con 11 ori, 7 argenti e 2 bronzi.
- Campionati del mondo di canottaggio

Brive la Gaillard 2009: bronzo nel quattro con Junior maschile;
Trakai 2012: oro nel due senza U23 pesi leggeri maschile;
Linz 2013: oro nel due senza U23 pesi leggeri maschile;
Chungju 2013: oro nell'otto pesi leggeri maschile;
Amsterdam 2014: argento nell'otto pesi leggeri maschile;
- Universiade

Chungju 2015: bronzo nel quattro senza pesi leggeri